# Mount Thrace
Mount Thrace ist ein 1800 m hoher Berg im ostantarktischen Viktorialand. In der Olympus Range ragt er auf der Südostseite des Mount Boreas auf, mit dem er durch einen Gebirgskamm verbunden ist.
Das Advisory Committee on Antarctic Names benannte ihn 2004 nach Thrakien (englisch Thrace), Heimat von Boreas, der Personifikation des winterlichen Nordwinds aus der griechischen Mythologie.